# Лоррейн Бракко
Лоррейн Бракко (англ. Lorraine Bracco; нар. 2 жовтня 1954, Нью-Йорк, США) — американська акторка та модель. Номінантка премій «Оскар» (1991), «Золотий глобус» (1991, 2000, 2001, 2002) та «Еммі» (1999, 2000, 2001).

## Ранні роки
Народилася 1954 року в Брукліні, Нью-Йорк. У 1972 році закінчила загальноосвітню школу і через два роки переїхала до Франції, де працювала моделлю у Жана-Поля Готьє. Незабаром з'явилася у кількох французьких фільмах, а на початку 1980-х років повернулася до США. Має молодшу сестру — акторку Елізабет Бракко (нар.. 1957).

## Кар'єра

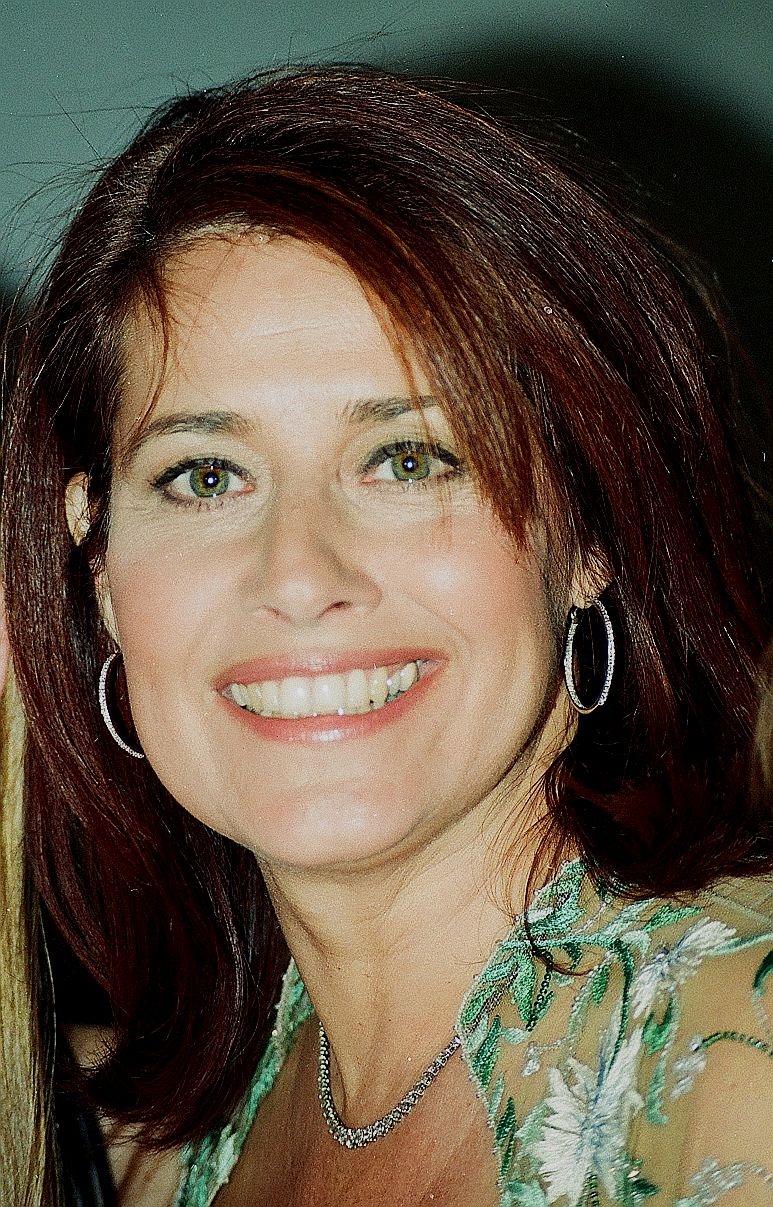
Лоррейн Бракко у 1997 році

На початку кар'єри Бракко з'явилася у фільмах «Той, хто мене береже» та «Мисливець на дівчат». Її проривом стала роль у фільмі Мартіна Скорсезе «Славні хлопці» у 1990 році. Вона виграла кілька нагород різних критиків і отримала номінації на премії «Оскар» та «Золотий глобус» у номінації «Найкраща акторка другого плану». Проте в наступні роки кар'єра в кіно складалася не настільки успішно, і вона з'являлася у фільмах, які отримали негативні відгуки від критики, таких як «Гравець від Бога», «Знахар», «Той, хто прагне вгору», «Навіть дівчата-ковбої іноді сумують», «Хакери» та «Щоденники баскетболіста».
У 1999 році Лоррейн Бракко отримала роль Дженніфер Мелфі, яка стала її найбільшим успіхом у кар'єрі, у серіалі «Клан Сопрано». Вона отримала 4 номінації на премію «Еммі» та три на «Золотий глобус» за свою роботу в шоу. У 1999 та 2001 роках вона програла «Еммі» у категорії «За найкращу жіночу роль у драматичному телесеріалі» своїй колезі з серіалу, Іді Фалько. У 2007 році вона висувалась на «Еммі» «За найкращу жіночу роль другого плану в драматичному телесеріалі» (нагороду отримала Кетрін Гейгл).
Починаючи з 2010 року Лоррейн Бракко майже 7 років грала роль матері головної героїні у серіалі «Різзолі та Айлз».

## Особисте життя
Бракко була одружена двічі. Її першим чоловіком був Данієль Герар, після розлучення з яким вона 12 років мала стосунки з Гарві Кейтелем. Після розриву з ним у 1994 році вона взяла шлюб з Едвардом Джеймсом Олмосом, з яким познайомилася на зйомках фільму «Гравець від Бога». Шлюб розпався 2002 року. У Бракко двоє дітей: доньки Стелла від Кейтеля та Марго від Герара.
Лоррейн Бракко повідомляла про досвід депресії.

## Фільмографія
| Рік       |    | Українська назва                                                | Оригінальна назва                                | Роль                      |
| --------- | -- | --------------------------------------------------------------- | ------------------------------------------------ | ------------------------- |
| 1979      | ф  | Дві пари на одному дивані                                       | Duos sur canapé                                  | Баббл                     |
| 1980      | ф  | Що ж я такого зробив, що моя дружина весь час п'є з чоловіками? | les hommes?                                      | Барбара                   |
| 1980      | с  | Комісар Мулен                                                   | Commissaire Moulin                               | Дженні                    |
| 1981      | ф  | Помилка за помилкою                                             | Fais gaffe à la gaffe!                           | Марго                     |
| 1985      | ф  | Складна інтрига з жінками, провулками та злочинами              | Un complicato intrigo di donne, vicoli e delitti | не вказано у титрах}}     |
| 1986      | с  | Кримінальні історії                                             | Crime Story                                      | заручниця                 |
| 1987      | ф  | Мисливець на дівчат                                             | The Pick-Up Artist                               | Карла                     |
| 1987      | ф  | Той, хто мене береже                                            | Someone To Watch Over Me                         | Еллі Кіган                |
| 1989      | ф  | Спів                                                            | Sing                                             | міс Ломбардо              |
| 1989      | ф  | Команда мрії                                                    | The Dream Team                                   | Райлі                     |
| 1989      | ф  | У місячну ніч                                                   | In una notte di chiaro di luna                   | Шейла                     |
| 1989      | ф  | Море кохання                                                    | Sea Of Love                                      | Деніс Грубер              |
| 1990      | ф  | Славні хлопці                                                   | Goodfellas                                       | Карен Хілл                |
| 1990      | ф  | —                                                               | Stranger in the House                            | Н/Д                       |
| 1991      | ф  | Гравець від Бога                                                | Talent for the Game                              | Боббі                     |
| 1991      | ф  | Кара небесна                                                    | Switch                                           | Шейла Факстон             |
| 1992      | ф  | Знахар                                                          | Medicine Man                                     | доктор Рей Крейн          |
| 1992      | ф  | Підвищення                                                      | Radio Flyer                                      | Мері                      |
| 1992      | ф  | Кривавий слід                                                   | Traces Of Red                                    | Еллен Шофілд              |
| 1993      | тф | Шахрайство                                                      | Scam                                             | Меггі Рорер               |
| 1993      | ф  | Навіть дівчата-ковбої іноді сумують                             | Even Cowgirls Get the Blues                      | Долорес дель Рубі         |
| 1994      | ф  | Бути людиною                                                    | Being Human                                      | Анна                      |
| 1994      | тф | Піймати Готті                                                   | Getting Gotti                                    | Дайан Джакалоне           |
| 1995      | ф  | Щоденник баскетболіста                                          | The Basketball Diaries                           | мати Джима                |
| 1995      | ф  | Хакери                                                          | Hackers                                          | Марго                     |
| 1996      | ф  | Брехуни                                                         | Les menteurs                                     | Хелен Міллер              |
| 1996      | тф | Лінія життя                                                     | Lifeline                                         | Кітс Мейтланд             |
| 1997      | ф  | —                                                               | Silent Cradle                                    | Хелен Грег                |
| 1998      | тф | Небезпечні пасажири поїзда 123                                  | The Taking of Pelham One Two Three               | детектив Рей              |
| 1999      | ф  | Дамська кімната                                                 | Ladies Room                                      | Джемма                    |
| 1997—2007 | с  | Клан Сопрано                                                    | The Sopranos                                     | доктор Дженніфер Мелфі    |
| 2000      | тф | Зберігання серця                                                | Custody of the Heart                             | Клер Рафаель              |
| 2001      | ф  | Сильна жінка                                                    | Riding in Cars with Boys                         | Тереза Д'Онофріо          |
| 2001      | ф  | Третій зайвий                                                   | Tangled                                          | детектив Енн Андерсл      |
| 2003      | ф  | Смерть династії                                                 | Death of a Dynasty                               | R&B співачка #2           |
| 2005      | с  | Закон і порядок: Суд присяжних                                  | Law & Order: Trial by Jury                       | Карла Гризано             |
| 2005      | ф  | Врятуйте Грейс                                                  | My Suicidal Sweetheart                           | Шейла                     |
| 2007      | тф | Снігова куля                                                    | Snowglobe                                        | Роуз Морено               |
| 2007      | с  | Помадні джунглі                                                 | Lipstick Jungle                                  | Дженіс Лешер              |
| 2008      | тф | Конфіденційність Лонг-Айленду                                   | Long Island Confidential                         | Нора Ларкін               |
| 2010      | с  | Закон та порядок: Злочинний намір                               | Law & Order: Criminal Intent                     | керівниця притулку        |
| 2010      | тф | —                                                               | Women Without Men                                | Елейн                     |
| 2010—2016 | с  | Різзолі та Айлз                                                 | Rizzoli & Isles                                  | Анджела Різзолі           |
| 2011      | ф  | Син ранку                                                       | Son of Mourning                                  | Льода Кац                 |
| 2011      | с  | Мій чоловік - гангстер                                          | I Married a Mobster                              | оповідниця                |
| 2012      | кф | —                                                               | The Bensonhurst Spelling Bee                     | суддя конкурсу            |
| 2014      | с  | Малейні                                                         | Mulaney                                          | Геть                      |
| 2014      | кф | —                                                               | Dissonance                                       | Еліз                      |
| 2016      | с  | Відв'язний Дайс                                                 | Dice                                             | Тоні                      |
| 2016      | мс | Кінь БоДжек                                                     | BoJack Horseman                                  | доктор Дженет             |
| 2016      | ф  | —                                                               | Monday Nights at Seven                           | Деміан Робертсон          |
| 2017—2018 | с  | Блакитна кров                                                   | Blue Bloods                                      | мер Маргарет Даттон       |
| 2018      | мс | Острів літнього табору                                          | Summer Camp Island                               | королева перевертнів      |
| 2019      | с  | —                                                               | Jerk                                             | мама Тіма                 |
| 2019      | кф | —                                                               | Master Maggie                                    | майстер Меггі             |
| 2021      | кф | Торт зі смаком помсти                                           | The Birthday Cake                                | Софія                     |
| 2022      | кф | Піноккіо                                                        | Pinocchio                                        | чайка Софія (озвучування) |
| 2024      | ф  | Грип багатих                                                    | Rich Flu                                         | Марта                     |

## Нагороди та номінації

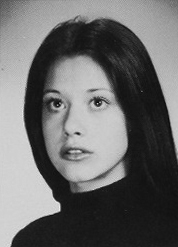
Бракко 1972 року

На 2012 рік Лоррейн Бракко мала 4 нагороди та ще 23 номінації, що залишилися без перемоги, в галузі кіно.

### Нагороди
- Премія Гільдії кіноакторів
  - 2000 — Найкращий акторський склад драматичного серіалу за «Клан Сопрано»
  - 2008 — Найкращий акторський склад драматичного серіалу за «Клан Сопрано»

### Номінації
- Премія «Оскар»
  - 1991 — Найкраща жіноча роль другого плану за фільм «Славні хлопці»
- Премія «Золотий глобус»
  - 1991 — Найкраща жіноча роль другого плану за фільм «Славні хлопці»
  - 2000 — Найкраща жіноча роль на телебаченні (драма) за серіал «Клан Сопрано»
  - 2001 — Найкраща жіноча роль на телебаченні (драма) за серіал «Клан Сопрано»
  - 2002 — Найкраща жіноча роль на телебаченні (драма) за серіал «Клан Сопрано»
- Премія «Золота малина»
  - 1993 — Найгірша жіноча роль за фільм «Знахар»
- Премія «Еммі»
  - 1999 — Найкраща жіноча роль у драматичному серіалі «Клан Сопрано»
  - 2000 — Найкраща жіноча роль у драматичному серіалі «Клан Сопрано»
  - 2001 — Найкраща жіноча роль у драматичному серіалі «Клан Сопрано»
  - 2007 — Найкраща жіноча роль другого плану в драматичному серіалі «Клан Сопрано»
- Премія Гільдії кіноакторів
  - 2000 — Найкраща акторка драматичного серіалу за «Клан Сопрано»
  - 2001 — Найкращий акторський склад драматичного серіалу за «Клан Сопрано»
  - 2002 — Кращий акторський склад драматичного серіалу за «Клан Сопрано»
  - 2002 — Найкраща актриса драматичного серіалу за «Клан Сопрано»
  - 2003 — Найкращий акторський склад драматичного серіалу за «Клан Сопрано»
  - 2003 — Найкраща актриса драматичного серіалу за «Клан Сопрано»
  - 2005 — Найкращий акторський склад драматичного серіалу за «Клан Сопрано»
  - 2007 — Найкращий акторський склад драматичного серіалу за «Клан Сопрано»